# Pilica, Bajina Bašta
Pilica (izvirno srbsko Пилица) je naselje v Srbiji, ki upravno spada pod Občino Bajina Bašta; slednja pa je del Zlatiborskega upravnega okraja.

## Demografija
V naselju živi 554 polnoletnih prebivalcev, pri čemer je njihova povprečna starost 43,4 let (40,9 pri moških in 45,9 pri ženskah). Naselje ima 213 gospodinjstev, pri čemer je povprečno število članov na gospodinjstvo 3,07.
To naselje je, glede na rezultate popisa iz leta 2002, večinoma srbsko.
|  |

| Demografija | Demografija     | Demografija     |
| Leto        | Št. prebivalcev | Št. prebivalcev |
| ----------- | --------------- | --------------- |
|             |                 |                 |
|             |                 |                 |
|             |                 |                 |
|             |                 |                 |
| 1948        | 1099            |                 |
| 1953        | 1115            |                 |
| 1961        | 929             |                 |
| 1971        | 811             |                 |
| 1981        | 741             |                 |
| 1991        | 742             | 731             |
| 2002        | 667             | 653             |
|             |                 |                 |

| Etnična sestava po popisu iz leta 2002 | Etnična sestava po popisu iz leta 2002 | Etnična sestava po popisu iz leta 2002 | Etnična sestava po popisu iz leta 2002 | Etnična sestava po popisu iz leta 2002 |
| -------------------------------------- | -------------------------------------- | -------------------------------------- | -------------------------------------- | -------------------------------------- |
| Srbi                                   | Srbi                                   |                                        | 650                                    | 99,54%                                 |
| Jugoslovani                            | Jugoslovani                            |                                        | 1                                      | 0,15%                                  |
| Neznano                                | Neznano                                |                                        | 1                                      | 0,15%                                  |